# Idaea dividaria
Idaea dividaria är en fjärilsart som beskrevs av William Schaus 1901. Idaea dividaria ingår i släktet Idaea och familjen mätare. Inga underarter finns listade i Catalogue of Life.